# Nünschweiler
Nünschweiler település Németországban, Rajna-vidék-Pfalz tartományban. Lakosainak száma 759 fő (2023. december 31.).

## Népesség
A település népességének változása:
| Lakosok száma | 848  | 754  | 742  | 747  | 749  | 766  | 759  |
|               | 1975 | 2014 | 2017 | 2019 | 2021 | 2022 | 2023 |